# Geeta Iyengar
Geeta S. Iyengar (Pune, Maharastra; 7 de diciembre de 1944-16 de diciembre de 2018) fue una maestra de yoga india, célebre con su yoga avanzado para la salud de las mujeres.

## Vida y trabajo
Geeta Iyengar, es la hija mayor del creador del método de yoga Iyengar, Yogacharya B.K.S. Iyengar, quien fue descrito como "el principal maestro de yoga del mundo".
Iyengar estudió yoga con su padre desde pequeña. Después de graduarse del instituto en 1961, empezó a sustituir a su padre cuándo este hacía visitas de enseñanza internacional de yoga. Desde la jubilación de su padre en 1984 fue junto con su hermano Prashant S. Iyengar (b. 1949), codirectora del Ramamani Iyengar Memorial Yoga Institute (RIMYI) y al mismo tiempo emprendió sus propias visitas de enseñanza internacional.

## Enseñanza
Iyengar adaptó el yoga para los requisitos concretos de mujeres. Especificó las asanas, pranayama y las secuencias que están dadas para diferentes etapas en la vida de una mujer incluyendo la menstruación, el embarazo, postpartum, y la menopausia. Como su padre, Iyengar explica que el yoga es usado como método para unificar el cuerpo y la mente, y fortalecer el sistema respiratorio, el sistema circulatorio, el sistema nervioso, los músculos, la epidermis, y la mente.
Además de enseñar en el RIMYI, Iyengar hacía visitas periódicas en todo el mundo para llevar el apellido del yoga Iyengar. Es una figura bien conocida en yoga alrededor del mundo, en áreas como:
- América del Norte[7][8][9]
- Australia[10]
- Sudáfrica[11]
- Europa[12][13]

Iyengar ha formado a profesores de yoga en un sinfín de países, por ejemplo en Italia.

## Publicaciones
- Iyengar, Geeta. Yoga: Una Gema para Mujeres, 2002. ISBN 978-0-931454-98-1
- Iyengar, Geeta. Yoga Curso en acción Preliminar, 2000. ISBN 978-81-87603-01-6
- Clennell, Bobby; Iyengar, Geeta. El libro de Yoga de las Mujeres: Asana y Pranayama para Todas las Fases del Menstrual Ciclo, 2007. ISBN 978-1-930485-18-1
- Iyengar, Geeta. Iyengar Yoga para Maternidad: Práctica Segura para Expectant & Madres Nuevas, 2010. ISBN 978-1-402726-89-7